# Étang de la Comtesse
L’étang de la comtesse et sa tourbière est un espace remarquable du département des Vosges, classé espace naturel sensible.

## Localisation
L'étang de la Comtesse se situe sur les communes de Sanchey, Les Forges et Darnieulles, à proximité d'Épinal, à quelques centaines de mètres du réservoir de Bouzey.

## Histoire
On retrouve le nom « Bois de la Comtesse » adjacent à l’étang dès 1681 d'où appellation étang de la Comtesse. L'espace appartenait à l’Abbaye de Chaumousey avant d’être saisi comme tous les biens du clergé par l’État lors de la Révolution en 1790.
Il s'agit alors d'un étang privé, dévolu à la pêche, jusqu'à ce qu'en 1989, la commune de Sanchey en fasse l'acquisition et en confie la gestion au Conservatoire des sites lorrains. Le vidage de l'étang est réalisé en 2000 pour permettre la meilleure conservation de la tourbière. En 2009, la Communauté de communes du Pays d’Olima et du Val d’Avière  aménage un sentier de découverte sur le pourtour de l’étang.

## Biodiversité
Le site accueille une tourbière de basse altitude, un phénomène assez rare ce qui explique la diversité des espèces. Il s'agit d'un espace riche mais fragile.

### Faune et flore

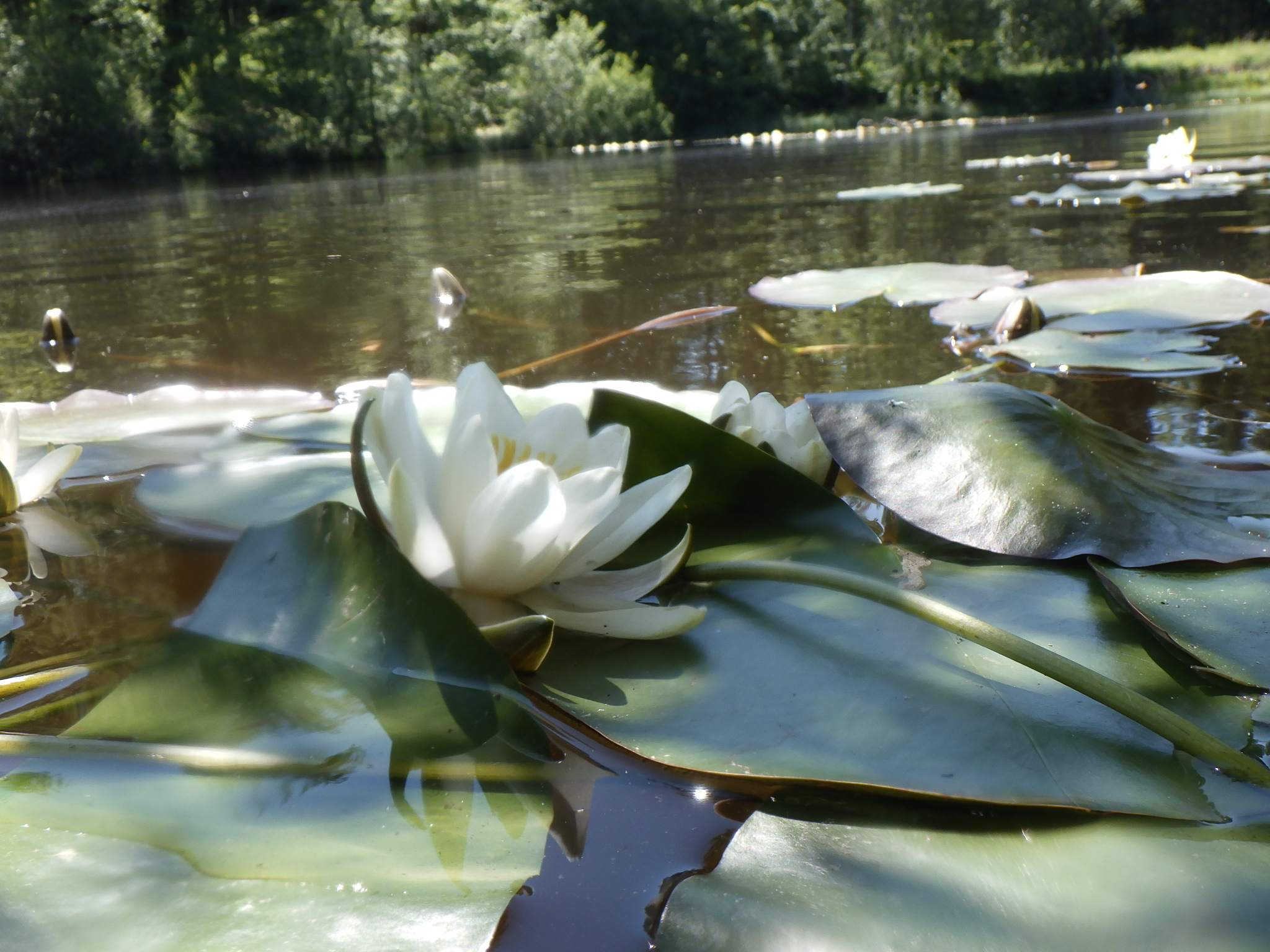
Nymphaea alba (Nymphéa blanc).

La flore du site est endémique et comprend notamment : des rossolis, la linaigrette à feuilles étroites, le rhynchospore blanc, la scheuchzérie des marais. On trouve aussi sur le site une quinzaine d'espèces de mousses.
Parmi les espèces animales endémiques de l'espace naturel sensible, on remarque la présence   
- de nombreux amphibiens tels que le crapaud commun, le triton palmé, la grenouille de Lessona, la grenouille rousse ou la salamandre tachetée ;
- des oiseaux tels que le grèbe castagneux ou le grimpereau des bois ;

- de multiples mammifères comme le murin de Daubenton, la pipistrelle commune et la pipistrelle soprane ;
- des odonates rares, certains portés sur la liste rouge des odonates de France métropolitaine : l' épithèque bimaculée, la leste dryade, la leste fiancé, l'orthétrum bleuissant, la cordulie arctique, le sympétrum noir, la nymphe au corps de feu ;
- des orthoptères plus ou moins communs comme le  criquet des genévriers ou le criquet ensanglanté ;
- et une grande diversité de lépidoptères, avec parmi eux le nacré de la ronce, le fadet commun ou le citron.

## Intérêt touristique et pédagogique
La gestion du site est opérée par le Conservatoire d’espaces naturels de Lorraine. La loi impose d'ouvrir et d'aménager à la fréquentation du public les sites acquis grâce à la taxe, mais il est admis qu'un site classé espace naturel sensible soit fermé au public tout ou partie de l'année si la fragilité du milieu est incompatible avec la fréquentation ou les aménagements d'accueil du public.
Le sentier permet une découverte des milieux, de la faune et de la flore. Le parcours est parsemé de jalons numérotés renvoyant au livret de présentation du site. Des pontons de bois ont été installés pour guider les visiteurs et éviter qu’ils ne détériore le milieu.

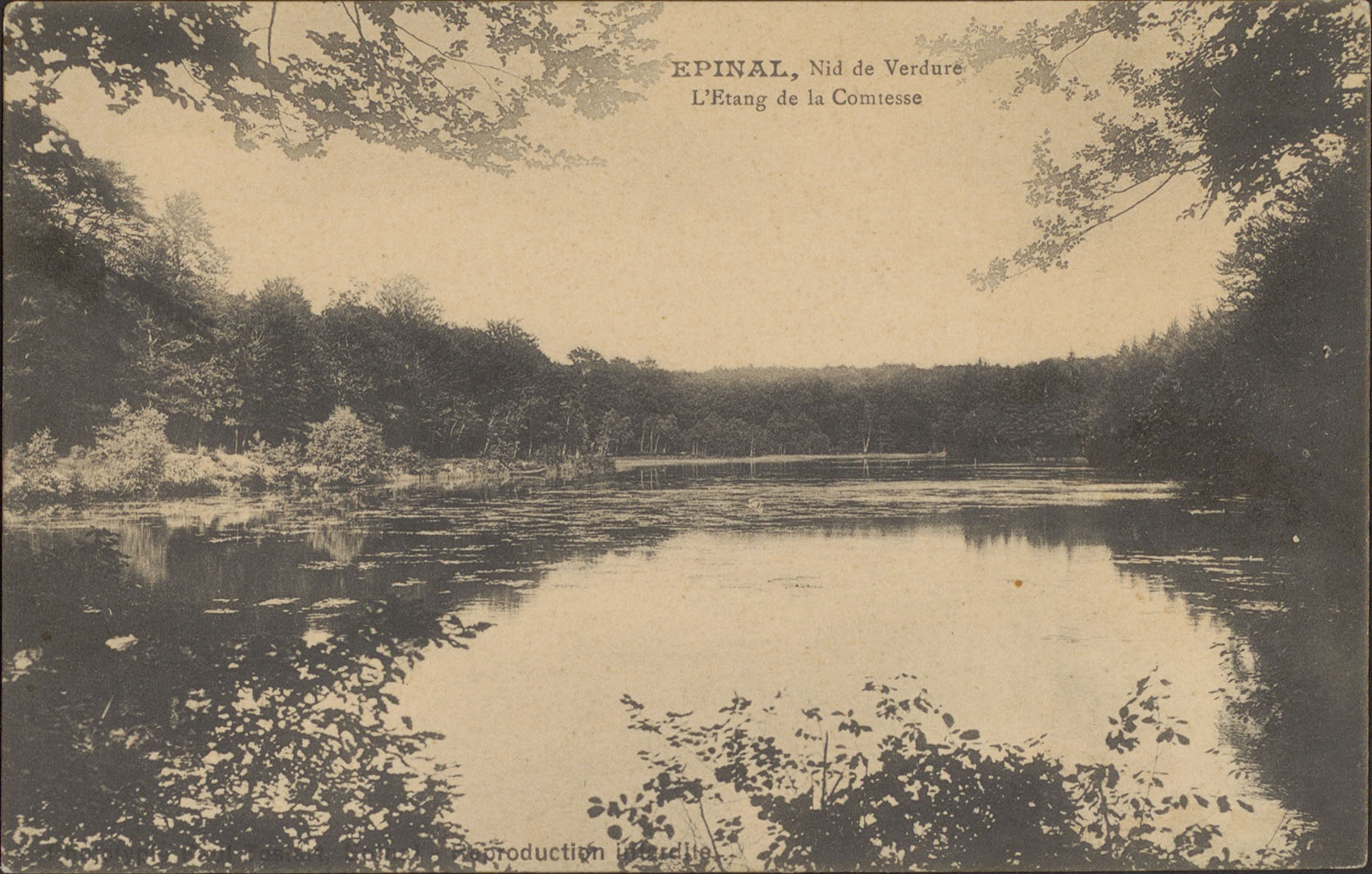
Carte postale ancienne.
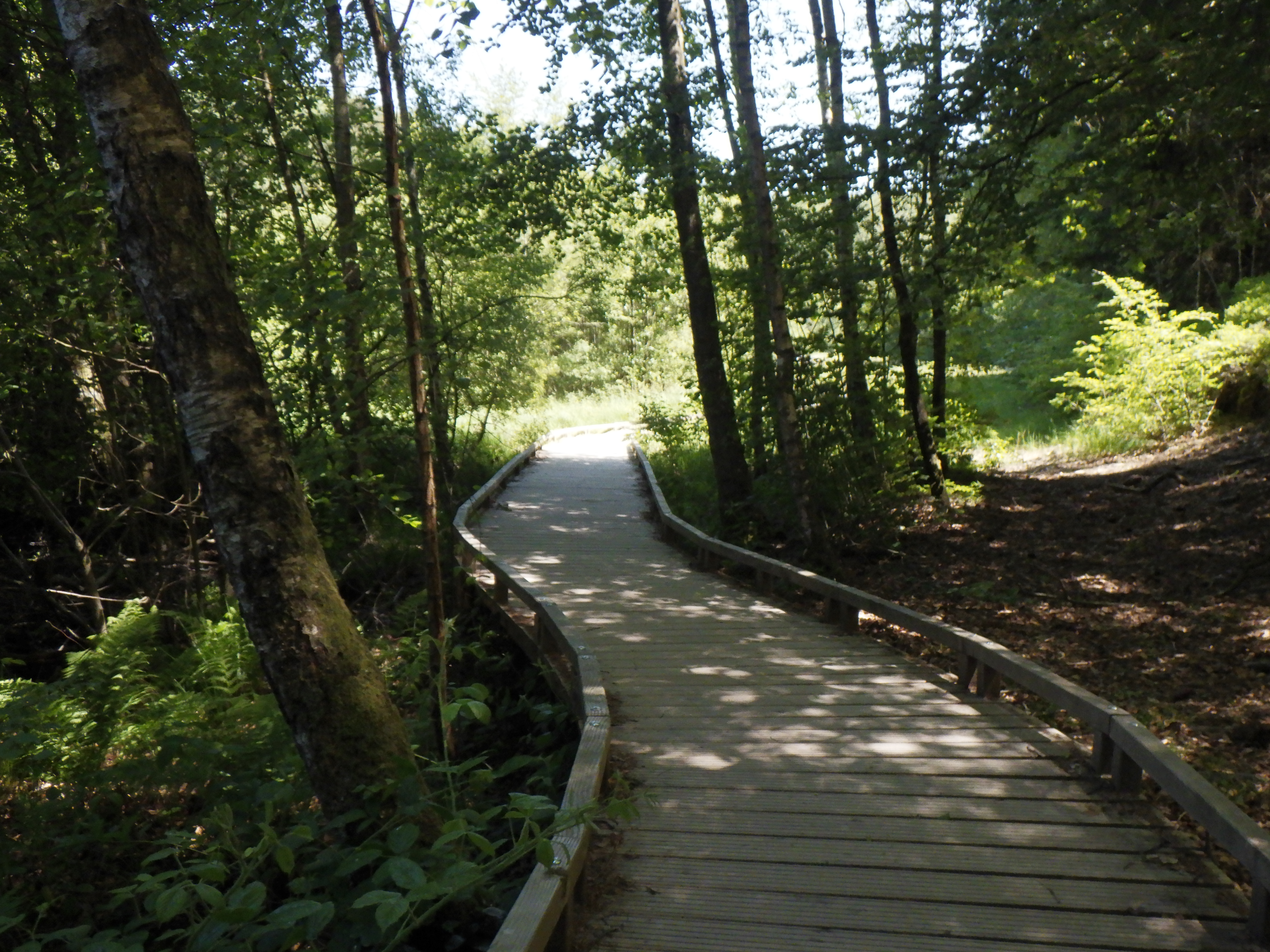
Ponton en caillebotis.